# 長谷川一夫
長谷川一夫（日语：／ Hasegawa Kazuo，1908年2月27日—1984年4月6日），舊藝名為林 長丸、林 長二郎。是一位日本演員，出生於京都府紀伊郡堀内村字六地蔵（現：京都市伏見區六地藏）。

## 個人年表
1908年，在京都府的製片廠出生。
從童年開始，便以童星身分開始演戲，後因飾演中村鴈治郎的兒子林長三郎而一炮而紅，因此以林長作爲了自己的藝名。
早年曾參與歌舞伎的演出，林長二郎是這一時期的藝名。
1927年，進入松竹。繼續沿用了林長二郎的藝名出演了電影演出。
1935年，得到了著名導演衣笠貞之助的賞識，參加了《雪之丞變化》的演出。
1937年，進入了東寶，隔年以本名長谷川一夫演出。
1953年，參與了衣笠貞之助導演的《地獄門》，該片獲第七屆戛納國際電影節金棕榈獎。
1955年，加入東寶歌舞伎。
1964年，參與了NHK大河劇《赤穗流浪的武士》的演出，飾演主角大石內藏助。
1974年，演出了寶塚歌劇的《凡爾賽的散》。
1984年4月6日，因罹患腦瘤而去世，身後葬於東京都墨田區的本法寺。同年，4月19日獲日本政府追頒國民榮譽獎。

## 外部連結
- 長谷川一夫在互联网电影资料库（IMDb）上的資料（英文）
- 在Find a Grave上的長谷川一夫
- 長谷川一夫作品 （页面存档备份，存于）